# Герасимец, Алексей
Алексей Герасимец (нем. Alexej Gerassimez; род. 1987, Эссен) — немецкий перкуссионист и композитор.
Учился в Кёльнской высшей школе музыки у Кристиана Родербурга и в Мюнхенской высшей школе музыки у Петера Садло. Лауреат ряда германских музыкальных конкурсов (в том числе «Юношество музицирует»), в 2010 г. получил первую премию и приз зрительских симпатий на Международном музыкальном конкурсе Тромп в Нидерландах. В 2012 г. выпустил первый компакт-диск с произведениями для маримбы Эммануэля Сежурне, Джона Псатаса, Тобиаса Брострёма и тремя собственными сочинениями. Постоянно выступает (особенно как исполнитель на маримбе) в дуэте со старшим братом, пианистом Николаем Герасимцом (род. 1985).